# Музей советской оккупации (Киев)
Музе́й сове́тской оккупа́ции (укр. Музей радянської окупації) — музей в Киеве, в котором собраны материалы о действиях партийных и советских органов (преимущественно на Украине) в 1917—1991 годах.

## История
Открыт 30 ноября 2001 года в помещении киевской городской организации Украинского общества «Мемориал» им. Василя Стуса как экспозиция «Забвению не подлежит: хроника коммунистической инквизиции» (укр. Забуттю не підлягає: хроніка комуністичної інквізиції»). Со временем экспозиция, размещавшаяся сначала на нескольких стендах, выросла в полноценный музей, в котором, кроме научной работы, ведётся также воспитательно-пропагандистская работа среди молодёжи. В составе музея появились экспозиции «Киевский мартиролог», «Украинские Соловки» и др., собрана коллекция архивных документов, научная библиотека и видеотека научно-популярных фильмов.
В 2007 году президент Украины Виктор Ющенко выдвинул гражданскую инициативу по переименованию экспозиции в Музей советской оккупации. 26 мая 2007 года решение об этом переименовании было принято Конференцией киевской городской организации «Мемориал».
Советский период истории Украины трактуется данной организацией как «оккупация» и «колонизация». Примером может служить утверждение на сайте Мемориала: «Голодомор фактически был карательной акцией оккупационной власти за непокорённость украинцев».
Адрес музея — Киев, ул. Стельмаха, д. 6-А.
Музеи с таким же названием действуют в Эстонии (Таллинский Музей оккупаций, Тарту), Латвии (Рижский Музей оккупации Латвии), Литве (Вильнюс), Грузии (Тбилиси).

## Критика музея
По мнению одного из создателей первой экспозиции нынешнего музея, лидера крымской организации Народного руха Украины, историка Леонида Пилунского, экспозиция попала «в руки людей а) исторически малопросвещенных (деликатно выражаясь); б) партийно (то есть националистически однобоко) заангажированных. Не случайно надобность в моих услугах отпала, меня вытеснили из научного совета „Мемориала“, председателем которого я был в своё время. Зачем услуги профессионального историка тем, кому в истории „все ясно“? Тем, кто (a la приснопамятные московские политтехнологи) делит Украину „на сорты“, на „свідомих“ и „несвідомих“, на „своих“ и „чужих“, исповедует черно-белое восприятие прошлого. А теперь поделил на „оккупантов“ и „оккупированных“» .
В русскоязычных регионах Украины открытие музея вызвало протесты прокоммунистических партий, пророссийских организаций и СДПУ
.
 Отрицательное отношение к идее музея было высказано и на официальном уровне украинского правительства. Вице-премьер Дмитрий Табачник (в то время один из лидеров партии «Трудовая Украина», вскоре после этого вступивший в Партию регионов) заявил: 
Это спорная инициатива, потому что у нас есть Национальный музей истории Украины, где представлены все истории. Что такое советская оккупация в трактовке Михаила Саакашвили, мне малопонятно. Но все специалисты, в частности министр культуры Украины, которые видели этот музей, оценивают его не выше, чем передвижную выставку с очень слабым тематико-экспозиционным планом.
 Заместитель председателя Верховной рады Украины 5-го созыва Николай Томенко (фракция БЮТ) на своей пресс-конференции заявил, что
Президент, по моему глубокому убеждению, не имеет права выступать с такой инициативой. Такая инициатива не воспринимается однозначно большинством населения.
В то же время Томенко отметил, что «Мемориал» имеет право открыть Музей советской оккупации, поскольку это общественная организация и имеет достаточно серьёзные доказательства.
Подчёркнуто негативную реакцию встретило открытие музея в России, в том числе в официальных органах власти.
 Председатель Комитета Госдумы по делам СНГ и связям с соотечественниками Андрей Кокошин в беседе с журналистами заявил, что
Открытие в Киеве «Музея советской оккупации» – это акт, ведущий к расколу украинского общества, Украины, это опасная провокация со стороны тех, кто инициировал его создание. Этот музей стимулирует раскол жителей Украины на «оккупантов» и «оккупированных».
 Посол России на Украине Виктор Черномырдин сказал, что 
<Открытие музея является> оскорблением для российского и украинского народов. <...> В таких терминах, как „оккупация“, обсуждать этот вопрос стыдно. За что плюнули в душу народу?»
12 марта 2007 года пророссийская организация Национальный фронт «Севастополь — Крым — Россия» провела у здания постоянного представительства президента Украины в Крыму акцию, заявленную как представление «Музея украинской оккупации».